# 문경진
문경진(영어: Mun Kyong-jin, 1981년 ~ 2013년 8월 ?)은 조선민주주의인민공화국의 바이올린 연주자 그리고 은하수관현악단의 악장이었다. 2013년 여름 문경진과 은하수관현악단의 바이올린 연주자 정선영은 김정은 정권에 의하여 처형되었다는 보도가 나왔으며, 은하수관현악단은 어떠한 공식적인 설명도 없이 해체되었다. 오보로 판명된 현송월의 경우와는 달리 그로부터 8년이 지난 2021년까지 문경진 정선영 그들이 생존해 있다는 어떠한 기사도 없었으며 또한 북측의 매체에서도 문경진과 정선영 그 이름들은 사라졌다. 은하수관현악단의 악장 문경진은 2013년 8월 돌연 사라지기 전까지 북측 최고의 바이올리니스트라는 평판을 얻고 있었다.

## 생애
2005년 7월 23일 조선중앙통신은 문경진이 7월 15일부터 20일까지 헝가리에서 진행된 카네티 국제바이올린콩쿠르에서 우승한 다음 김정일에게 감사의 편지를 보냈다고 보도하였는데, 이 편지에 의하면 문경진은 평범한 음악인 부모 아래 태어나 평양음악무용대학을 졸업하고 만수대예술단에서 바이올린 연주자로 있었으며 그 후 모스크바 유학을 떠난 것으로 확인되었다.
또한 2012년 3월 16일 노동신문의 기사 〈은하수관현악단의 음악재사들〉에 의하면, 문경진은 1981년 평양에서 태어나 평양음악무용대학 지금의 김원균명칭 음악종합대학을 졸업하고 2002년 제12회 2.16예술상 개인부문 2등을 차지하였으며, 이후 러시아 차이콥스키명칭 모스크바국립음악대학에서 수학하였다. 또한 노동신문은 같은 기사에서 문경진이 2005년 11월 파가니니명칭 제3차 모스크바 국제콩쿠르에서 2등을 차지하였으며, 2006년 7월 프랑스의 앙데시에서 진행된 제11차 카네티 국제음악축전에서는 문경진의 바이올린 독주회가 있었는데 높은 기교를 요구하는 바하, 파가니니, 차이콥스키의 곡들을 훌륭히 연주한 1시간 30분의 공연은 대절찬을 받았다고 전했다.

## 음악적 경력

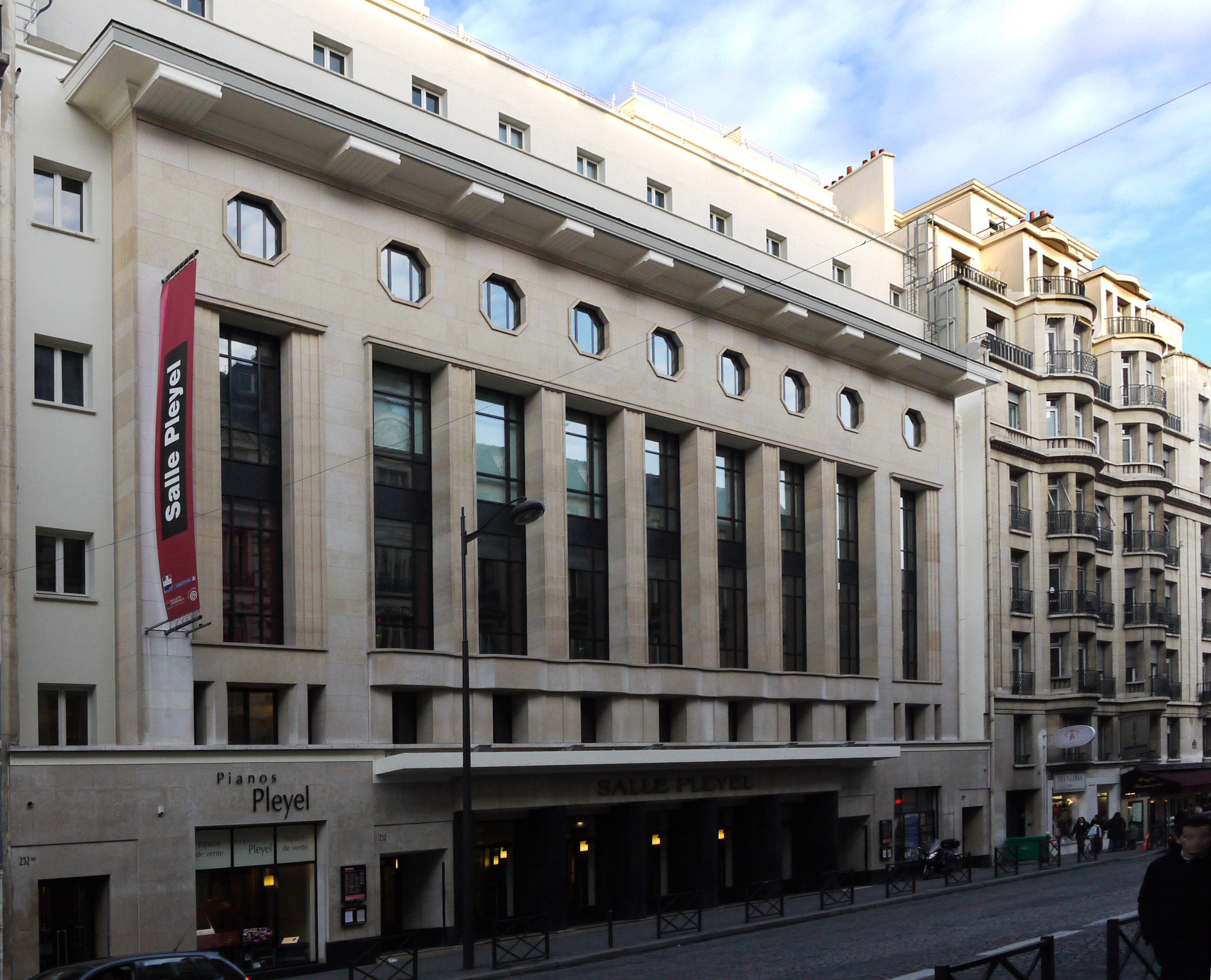
2012년 3월 은하수관현악단의 공연이 있었던 파리 살 플레옐

2009년 5월 김정일의 지시에 의하여 은하수관현악단이 창단되었다. 은하수관현악단은 조선국립교향악단에 비하면 소규모 음악단체라고 할 수 있으며, 이 악단의 악기 편성은 기본적으로 배합관현악 편성과 전자악기, 그리고 브라스밴드가 섞여있어 일종의 팝스오케스트라 형태로 볼 수 있었다. 이들은 가요의 반주와 경음악, 그리고 민족관현악과 배합관현악, 서양클래식 등 다양한 연주를 보여주고 있었는데, 문경진은 해외 유학 경험과 다양한 국제 콩쿠르에서의 좋은 성적 그리고 뛰어난 연주 실력을 바탕으로 김정은이 국보적 예술단체라고 표현한 은하수관현악단의 악장이 되었다.
은하수관현악단은 2012년 3월 14일 프랑스 파리의 살 플레옐에서 첫 해외 공연을 가졌는데, 1부에서는 리명일과 윤범주의 지휘로 〈그네타는 처녀〉, 가야금과 해금을 동반한 산조 음악 등 조선민주주의인민공화국 창작곡 네 곡과 문경진의 바이올린 독주로 생상의 〈서주와 론도 카프리치오소〉를 연주했고, 서울시립교향악단의 정명훈이 지휘하는 2부에서는 라디오 프랑스 필하모니 관현악단과 합동 공연으로 브람스의 교향곡 1번을 연주하였다. 이 공연은 프랑스 앵테르(France Inter)와 프랑스 뮈지크(France Musique) 두 라디오 방송에서 직접 생중계하였다. 그런데 함께 연주한 프랑스 오케스트라 단원에 의한다면, 이 공연에서 문경진의 바이올린은 18세기 최고 명기 스트라디바리우스로 밝혀졌다.

## 악단의 해체와 연주진 처형 루머
2013년 7월 28일 평양 류경 정주영체육관에서의 '조국해방전쟁승리 60주년 7.27 경축음악회'는 은하수관현악단의 마지막 공연이었으며 이후 어떠한 공식적인 설명도 없이 북측 매체에서 은하수관현악단이라는 그 이름은 사라졌다. 조선중앙통신의 보도에 의하면, 7.27 경축음악회는 원래 모란봉악단과의 합동 공연이 예정되어 있었다. 조선중앙통신은 2013년 5월 8일 김정은 리설주 부부가 전승절(정전 협정 체결일·7월 27일) 60주년 경축공연을 준비 중인 은하수관현악단을 찾아 격려했다고 보도하였는데, 김정은은 이 자리에서 은하수관현악단의 창작가, 예술인들을 만나 모란봉악단과 합동 공연 준비상황을 점검하고 공연 방향과 종목, 편성 등에 대해 지시했으며 "모란봉악단과 합동 공연을 진행하는 것인 만큼 지금부터 공연 준비를 착실히 잘 해야 한다"고 강조하였다. 하지만 모란봉악단과의 합동 공연은 이루어지지 않았으며, 은하수관현악단의 전승절 경축음악회는 그들의 마지막 공연이 되었다.
김정은은 2013년 5월 4일 노동절 기념 은하수음악회를 관람하며 "당의 노선을 철저히 옹호하고 대변하고 있는 은하수관현악단은 우리 당 사상전선의 전초병, 믿음직한 선전자"라고 악단에 감사를 전달하였다. 그 다음날 5월 5일에는 5.1절, 즉 노동절 기념 은하수음악회 기여를 치하하는, 은하수관현악단 창작가·예술인들에게 보내는 '감사' 전달 모임을 노동당 선전선동부 부장 김기남의 주관으로 은하수극장에서 진행하였다. 또한 불과 3일 후인 5월 8일 김정은은 은하수관현악단의 예술인들을 다시 만나 은하수관현악단을 국보적인 예술단체라고 표현하였으나 불과 3개월 후에 은하수관현악단은 돌연 해체되었다. 아니 어떠한 공식적인 설명도 없이 악단은 사라졌다.
2013년 8월 29일 은하수관현악단장 문경진 및 가수 현송월 등이 음란물 제작 판매 혐의로 공개 총살되었다는 보도가 나왔으며 영국의 음악 평론가 노먼 러브렉트는 문경진, 정선영 2명의 바이올리니스트를 지목하며 김정은 정권에 의하여 처형되었다고 그의 블로그에서 주장하였다. 하지만 현송월의 경우에는 후에 오보로 밝혀졌으나, 악장 문경진, 제1바이올린 정선영은 악단의 해체 이후 2021년 7월 현재까지 어떤 북측의 매체에서도 그 이름을 다시는 찾을 수 없었다.

## 해체 이후
한편 해체 이후 은하수관현악단의 가수들과 연주자들은 다른 음악단체로 뿔뿔이 흩어졌다. 은하수관현악단은 김정은이 국보적 예술단체라고 말한 것처럼 최고의 연주진들을 갖추고 있었는데, 2012년 3월 파리 공연 당시 제1바이올린 파트의 차석 연주자였던 김수명은 2015년 7월 새롭게 나타난 청봉악단의 악장이 되었으며 또한 제2바이올린 파트의 수석 연주자 최성일은 2018년 4월 삼지연관현악단의 악장으로 모습을 보였다. 한편 은하수관현악단의 수석지휘자 리명일은 은하수관현악단의 비극적 해체후 한동안 모습을 보이지 않다가 2019년 초 북한 매체에서 김원균명칭 음악종합대학의 강좌장으로 있다는 것이 처음 확인되었고, 2020년 국무위원회연주단의 핵심 지휘자로 떠오르게 된다.

## 같이 보기
- 공훈국가합창단
- 은하수관현악단
- 삼지연관현악단
- 모란봉악단
- 청봉악단